# Salvatore Onelli
Salvatore Onelli (Formia, 4 luglio 1976) è un allenatore di pallamano ed ex pallamanista italiano, direttore tecnico dell'Estense Ferrara.

## Biografia
Pratica il nuoto, poi il calcio e, all'età di 11 anni, inizia la pratica della pallamano, sport in cui Gaeta, la sua città, ha grande tradizione. Frequenta intanto l'istituto tecnico Nautico di Gaeta ma il suo impegno maggiore è focalizzato sulla pallamano e in 5 anni raggiunge la Serie A1, poi le nazionali giovanili, il mondiale militare e poi arriva la convocazione in nazionale senior ove collezionerà 22 presenze. Il suo ruolo è l'ala sinistra ed ha militato per sei anni nel Bologna Handball ed un anno nel Conversano dove si è laureato campione d'Italia nel 2002-2003 ed ha vinto una Coppa Italia. Dopo essere tornato nella propria terra ed aver giocato l'ultima stagione con l'HC Fondi, dal 2017 al 2020 siede sulla panchina del Gaeta Sporting Club, con la quale ha conquistato la promozione in A1 a girone unico nella stagione 2017/18. Nel 2021 è diventato l'allenatore dell' A1 e A2 femminili di Cassano Magnago (VA).
Nella vita privata svolge l'attività di mediatore immobiliare.

## Palmarès

### Giocatore
- Serie A1: 1
  - 2002-2003
- Coppa Italia: 1
  - 2002-2003

### Allenatore
- Campionato italiano di pallamano maschile U21: 1
  - 2014-15

- Campionato italiano di pallamano femminile U21: 1
  - 2021-22